# 군내버스 (기업)
군내버스(郡內―)는 선진그룹 버스사업부문의 계열사이며, 강화군내버스 운영업체로 본사는 인천광역시 강화군 선원면 창리에 있다.

## 연혁
- 2019년 9월 17일：강화군내 순환버스 노선들을 방계회사인 군내버스로 분사시켰다.

## 운행 노선

### 강화군의 시내버스
- ● 강화군내버스: 강화군을 기점으로 하여 강화 일대를 운행하는 군내버스 노선이다.

## 보유 차량

#### 현대자동차
- 현대 뉴 카운티
- 현대 그린시티
- 현대 뉴 슈퍼 에어로시티

#### 범한자동차
- 범한자동차 E-SKY

#### JJ모터스
- JJ모터스 VBUS 105

#### 스카이웰
- 스카이웰 엘페